# Том Соєр — детектив
«Том Соєр — детектив» (англ. «Tom Sawyer, Detective») — четвертий роман Марка Твена з серії «Пригоди Тома Соєра» та остання з цієї ж серії, яка була повністю завершена. Написана у стилі пародії на детектив, дуже популярних на той час. Як і попередні дві книги розповідь ведеться від першої особи, голосом Гека Фінна.

## Сюжет
Запрошення для Тома і Гека
Том Соєр і Гек Фінн з нетерпінням чекають літа. Весна пробуджує в них гарячковість і жагу нових пригод. Тітка Поллі повідомляє Тому, що він разом із Геком повинен поїхати в Арканзас, куди їх запрошує тітка Саллі. Виявляється, сусіди, Брейс і Юпітер Данлепи, створюють проблеми. Брейс, який намагався пошлюбити Бенні, дочку дядька Сайласа, отримує відмову, а дядько, щоб хоч якось догодити Брейсу, наймає його ледачого брата Юпітера до себе на роботу. Юпітер, який отримав таке прізвисько через родимку на нозі, доводить дядька Сайласа до божевілля. Крім того, Юпітер також має брата близнюка Джейка, який став крадієм і якого вже давно ніхто не бачив.
Том радий, що може поїхати, але вдає байдужість, щоб не показувати тітці Поллі, як насправді сильно він бажає цієї подорожі. Вся ця ситуація дивує хлопців, оскільки дядько Сайлас, який до того ж проповідник, відзначався спокійною вдачею, а тепер обурює своєю поведінкою місцеву спільноту.
Джейк Данлеп
Том і Гек, подорожуючи на пароплаві, виявляють у каюті першого класу таємничого пасажира на ім'я Філіпс, який дуже дивно поводиться. Том придумує план, як дізнатися правду, і пропонує доставити сніданок таємничому пасажиру, давши стюарду чверть долара. Однак чоловік, якого вони там знаходять, не Філіпс, а Джейк Данлеп, який під несправжнім ім'ям намагається втекти від переслідувачів. Він просить хлопців тримати все у таємниці, і вони погоджуються. Маскуючись синіми окулярами та штучними бакенбардами, Джейк планує повернутися додому, а також хоче підстригти волосся, щоб залишитися невпізнаним і не схожим на свого брата близнюка. Розмову перериває звук спущеного курка, що викликає занепокоєння у Джейка, який лише хоче втекти від переслідувачів і почати все спочатку.
Крадіжка діамантів
Відтоді Джейк Данлеп перебуває у компанії двох хлопців і розповідає їм історію про крадіжку двох діамантів у Сент-Луїсі. Джек мав двох спільників, а оскільки було важко розділити два діаманти між трьома людьми, кожен з них хотів сам втекти з награбованим. Кожен з них вигадував план, як спритно обдурити інших і втекти з вкраденими діамантами.
Троє сплячих
Джейк розповідає хлопцям, що Бад, один із його спільників, таємно заховав діаманти у підошві своїх черевиків і п'яний спокійно пішов спати. Джек і його другий спільник Хал почали обшукувати його, але ніде не могли знайти діаманти, тому вирішили, що той їх проковтнув. Джейк, який догадався, де насправді заховано діаманти, взувся у черевики Бада і начебто пішов до аптеки, щоб купити проносне. Насправді він втік від своїх спільників і сів на пароплав, намагаючись у такий спосіб втекти від них.
Коли пароплав зупинився коло берега, щоб завантажити дрова, Джейк скористався моментом і зійшов на берег, домовившись пізніше зустрітися з хлопцями у гаю на краю ферми дядька Сайласа. Його колишні спільники продовжують переслідування.
Трагедія у гаю
Під вечір хлопці приходять на домовлене місце, де стають свідками сутички на краю лісу. Заховавшись у тютюновому полі, перелякані хлопці на відстані спостерігають за усім і раптом у місячному світлі помічають привид Джейка Данлапа. Том і Гек обговорюють, чи насправді то міг бути привид, коли раптом повз них проходять Білл Візерс і його брат Джек, які обговорюють дядька Сайласа, який, як примітили хлопці, не користувався прихильністю серед місцевих.
Як дістати діаманти
Перед тим, як увійти на ферму, Том і Гек домовляються нічого нікому не говорити про побачене. Оскільки привид, якого вони бачили, мав на собі взуття, вони зробили висновок, що злодіям не дістались діаманти й вони все ще знаходяться у черевиках вбитого Джейка Данлапа. Коли тіло Джейка знайдуть і поховають, Том планує купити за два долари його черевики на аукціоні, який організують, щоб покрити кошти за поховання.
Нічне спостереження
Розмови з привидом
Пошуки Юпітера Данлепа
Арешт дядька Сайласа
Том Соєр знаходить убивць